# Battaglia di Dornach
La Battaglia di Dornach fu combattuta il 22 luglio 1499 tra le truppe dell'Imperatore Massimiliano I d'Asburgo e quelle della Vecchia Confederazione elvetica nei pressi del villaggio svizzero di Dornach, il cui esito pose fine alla Guerra sveva tra gli svizzeri e la Lega sveva. 

Dal 19 luglio 1499 le truppe asburgiche di Massimiliano I marciarono verso il Castello di Dornach e, con lo scopo di respingere l'assalto, la cittadinanza di Soletta chiese aiuto militare alla vicina Berna la quale, ricevuta la richiesta di rinforzi, inviò circa 5 000 soldati, insieme ad un contingente di 400 uomini provenienti da Zurigo ed altri contingenti minori provenienti da Uri, Unterwalden e Zugo. Ad esse, il 20 luglio 1499 si aggiunsero altri 600 uomini da Lucerna. Gli Imperiali, dal canto loro, erano forti di circa 16 000 complessivamente.

Pensando erroneamente che gli svizzeri si trovassero ancora molto lontani, i soldati asburgici, per sfuggire alla calura estiva, si bagnarono in massa nelle acque del fiume Birs, ma questa scelta, piuttosto leggera, si rivelò fatale quando sui soldati disarmati di Massimiliano si precipitarono in massa i nemici della Vecchia Confederazione, massacrandone così la maggior parte, compreso il loro comandante, Heinrich von Fürstenberg, che cadde proprio durante le prime fasi della battaglia.

Quando Massimiliano I, acquartierato ad Überlingen, ebbe la notizia della disfatta, ne venne devastato, e venuto a più miti consigli, si decise a trattare una pace con gli svizzeri, che portò alla firma della Pace di Basilea il 22 settembre 1499.